# ساول ویلیامز
ساول ویلیامز (انگلیسی: Saul Williams؛ زادهٔ ۲۹ فوریهٔ ۱۹۷۲) یک موسیقی‌دان اهل ایالات متحده آمریکا است.
او در فیلم رؤیای شب نیمه تابستان بازی کرده است.